# The Alan Parsons Project That Never Was
Eric Woolfson sings The Alan Parsons Project That Never Was is een studioalbum van Eric Woolfson. Eric Woolfson was jarenlang de muzikale partner van Alan Parsons in The Alan Parsons Project (APP).
Het album bevat liedjes die geschreven zijn voor een album van APP, maar het album uiteindelijk niet haalden, en in aanvulling daarop ook songs die op een APP-album hadden kunnen eindigen, als de heren niet in onmin met elkaar waren geraakt. De stijl van de liedjes is in de trant van APP, maar het ontbrekende arrangement van Alan Parsons is goed hoorbaar. Het album is in de loop van de jaren opgenomen, (zie daarvoor ook de lijst van musici, waarvan sommigen in de APP hebben gespeeld), maar is afgemixt in oktober 2008. Songs die voor APP waren bedoeld kwamen vaak in Woolfson’s eigen muzikale escapades terecht, zoals de musicals Gaudi en Dancing Shadows. De heren hebben hun geschil inmiddels gedeeltelijk bijgelegd want Parsons wordt op het album vermeld, ook met zijn website. De opnamen zijn “opgepoetst” door Haydn Bendall en Austin Ince.
Dat de heren bij zoveel jaren samenwerking toch nog weleens van mening verschilden blijkt uit het boekwerk van de compact disc. De song Steal your heart away zou Parsons nooit op een muziekalbum zetten. Op een schaal van 1 (Parsons vindt het goed) tot 10 (Parsons vindt het slecht) komt dit lied uit op 12, aldus Woolfson.

## Muzikanten
- Eric Woolfson: zang, toetsinstrumenten, gitaar opn "Train to Wuxi"
- Ian Bairnson: gitaar op "Rumour Goin' Round" en "Any Other Day"
- Richard Cottle: toetsinstrumenten op "Rumour Goin' Round"
- Stuart Elliott: slagwerk op "Rumour Goin' Round"
- David Paton: basgitaar op "Rumour Goin' Round"
- Gavin Greenaway: Arrangement voor strijkinstrumenten
- Het Filharmonisch Orkest van Tsjechië
- Austin Ince: geluidstechnicus, toetsinstrumenten
- Haydn Bendall: geluidstechnicus

## Composities
Alle door Eric Woolfson.
1. "Golden Key"
2. "Nothing Can Change My Mind"
3. "Rumour Goin' Round"
4. "Any Other Day"
5. "I Can See Round Corners"
6. "Steal Your Heart Away"
7. "Along The Road Together"
8. "Somewhere In The Audience"
9. "Train To Wuxi"
10. "Immortal"